# Kínai költők, írók listája
| Ábécé szerinti tartalomjegyzék                      |
| --------------------------------------------------- |
| A B C D E F G H I J K L M N O P Q R S T U V W X Y Z |

| - Caj Hsziang (1012–1067) - Caj Jung (132–192) - Cao Cao (155–220) - Cao Cse (192–232) - Cao Hszüe-csin (1724–1764) - Cao Jü (1910–1996) - Cao Pi (187–226) - Ce-sze (kb. i. e. 481–402) - Ceng-ce (i. e. 505–436) - Ceng Csiung-cse (1898–1940) - Ceng Kung (1019–1083) - Cu Csung-cse (429–500) - Cu Keng (5. század) - Cuj Hao (704–754) - Cung Pu (sz. 1928) | - Csan Tao (sz. 1963) - Csan Zso-suj (1466–1560) - Csang Caj (1020–1077) - Csang Cse (2. század) - Csang Cseng-cse (sz. 1948) - Csang Csi (8. század) - Csang Csie (sz. 1937) - Csang Heng (78–139) - Csang Hszien-liang (sz. 1936) - Csang Hszin-haj - Csang Hszü (8. század) - Csang Hszüe-cseng (1738–1801) - Csang Jen-jüan (9. század) - Csang Kang-kang (sz. 1950) - Csang Ping-ling (1868–1936) - Csang Sze-hszün (10. század) - Csang Ting-jü (1672–1755) - Csao Meng-fu (1254–1322) - Csao Su-li (1906–1970) - Csen Ce-ang (661–702) - Csen Csing-zsun (1933–1996) - Csen Hung-mu (1696–1771) - Csen Maj-ping (sz. 1952) - Csen Sou (233–297) - Csen Ta-jü (1912–2001) - Csen Zsan (sz. 1962) - Cseng Hszüan (127–200) - Cseng Ji (1033–1107) - Cseng Kuang-cu (kb. 1220-1300) - Csia Tao (779–843) - Csia Ping-va (sz. 1952) - Csia Zsung-csing - Csia Ji (i. e. 200–169) - Csia Jing-hua (sz. 1952) - Csiao Csi (elh. 1345) - Csiao Jü (14. sz.) - Csiang Ting-hszi (1669–1732) - Csien Csung-su (1910–1998) - Csin Csiu-sao (kb. 1202 – 1261) - Csin Huj (sz. 1953) - Csin Jüe-lin (1895–1984) - Csin Seng-tan (1608–1661) - Csing Fang (i. e. 78–37) - Csien Hszüan-tung (1887–1939) - Csou Lian-kung (1612–1672) - Csou Co-zsen (1885–1967) - Csou Tun-ji (1017–1073) - Csou Vej-liang (1911–1995) - Csu An-ping (1909–1966) - Csu Csien-cse (1899–1972) - Csu Hszi (1130–1200) - Csu Hsziao-ti (sz. 1958) - Csu Hszüe-csin (sz. 1952) - Csu Jü (12. század) - Csu Si-csie (13. század) - Csu Szuj-liang (597–658) - Csu Vej-huj (born 1973) - Csuang Csou (i. e. 4. század) - Csung Hsziao-jang (sz. 1962) - Csung Huj (225–264) - Csung Jao (151–230) - Csü Jou (1341–1427) - Csü Jüan (kb. i. e. 340–278) - Csü Po (1923–2002) | - Fan Cseng-ta (1126–1193) - Fan Csung (sz. 1949) - Fan Je (398–445) - Fang Hszüan-ling (579–648) - Feng Csi-caj (sz. 1942) - Feng Ju-lan (1895–1990) - Feng-kan (8. század) - Feng Meng-lung (1574–1645) - Fu Pao-si (1904–1965) |

| - Han Fej (kb. i. e. 280–233) - Han-san (9. század) - Han Jü (768–824) - Ho Cse-csang (659–744) - Ho Csang-ling (1785–1848) - Hszi Kang (223–262) - Hsziao Hung (1911–1942) - Hszie Ho (5. század) - Hszie Ling-jün (385–433) - Hszin Csi-csi (1140–1207) - Hsziung Csing-laj (1893–1969) - Hsziung Si-li (1885–1968) - Hszü Caj-si (14. század) - Hszü Cse-mo (1897–1931) - Hszü Hszia-ko (1587–1641) - Hszü Jou-jü (sz. 1947) - Hszü Kan (171-217) - Hszü Kuang-csi (1562–1633) - Hszü Ti-san (1893–1941) - Hszü Vej (1521–1593) - Hszüe Cung-cseng (sz. 1935) - Hszüe Csü-cseng (912–981) - Hszüe Tao (768–831) - Hszün-ce (kb. i. e. 310–238 BC) - Hu Si (1891–1962) - Hu Szan-hszing (1230–1302) - Hua Lo-keng (1910–1985) - Huaj Szu (737–799) - Huang Cun-hszian (1848–1905) - Huang Cung-hszi (1610–1695) - Huang Jüan-jung (1885–1915) - Huang Ting-csien (1045–1105) - Huang Zsu-heng (1558–1626) - Hung Ce-cseng (1593–1665) - Hung Jing (sz. 1962) - Hung Liang-csi (1746–1809) | - Jang Csiang (sz. 1911) - Jang Csien-li (sz. 1963) - Jang Huj (kb. 1238 – 1298) - Jang Hsziung (i. e. 53–18) - Jang Po-zsun (1837–1911) - Jang Suo (1913–1968) - Jang Zsung-kuo (1907–1978) - Je Seng-tao (1894–1988) - Je Si (1150–1223) - Jen Cse-tuj (531–591) - Jen Csen-csing (709–785) - Jen Huj-csing (1877–1950) - Jen Lien-ko (born 1958) - Jen Si-ku (581–645) - Ji Hszing (683–727) - Jü Cseng-hszie (1775–1840) - Jü Hao (10. század) - Jü Hua (sz. 1960) - Jü Huan (3. század) - Jü Hszüan-csi (844–869) - Jü Si-nan (558–638) - Jü Ta-fu (1896–1945) - Jüan Csen (779–831) - Jüan Hung-tao (1568–1610) - Jüan Mej (1716–1797) | - Kao Csi (1336-1374) - Kao Hszing-csien (sz. 1940) - Kao Lien (16. század) - Kang Ju-vej (1858–1927) - Kang Tien (sz. 1958) - Kan Tö (4. század) - Kingston, Maxine Hong (sz. 1940) - Ko Csao (1910–2002) - Ko Hung (284–364) - Ko Jen (1929–2011) - Ku Csao-hao (sz. 1926) - Ku Cseng (1956–1993) - Ku Csie-kang (1893–1980) - Kuan Han-csing (1241–1320) - Kuj Ju-kuang (1506–1571) - Kung-szun Lung (kb. i. e. 325–250) - Kuo Mo-zso (1892–1978) - Kuo Pu (276–324) - Kuo Sou-csing (1231–1316) |

| - Li Ao (772–841) - Li Ao (born 1935) - Li Cse (1527–1602) - Li Csen-jü (sz. 1981) - Li Csi (690-751) - Li Csiao (644–713) - Li Csing (571–649) - Li Csing-csao (1084–1151) - Li Csun-feng (602–670) - Li Fang (925–996) - Li Ho (790–816) - Li Hou-csu (937–978) - Li Jao-tang (1904–2005) - Li Jü (1610–1680) - Li Kuj (i. e. 4. század) - Li Paj-jao (564–647) - Li San-lan (1810–1882) - Li Sang-jin (813–858) - Li Si-cen (1892–1934) - Li Si-cse (elh. 747) - Li Si-csen (1518–1593) - Lao Sö (1899–1966) - Li Ta-si (570–628) - Li Taj-po (701–762) - Li Tö-lin (531–591) - Liang Csi-csao (1873–1929) - Liang Su-ming (1893–1988) - Lie Jü-kou (kb. i. e. 440-370) - Lin Haj-jin (1918–2001) - Lin Huj-jin (1904–1955) - Lin Su (1852–1924) - Lin Jü-tang (1895–1976) - Ling Meng-csu (1580–1644) - Liu An (i. e. 179–122) - Liu Cung-jüan (773–819) - Liu Cse (8. század) - Liu Cse-csii (661–721) - Liu Csi (1311–1375) - Liu Heng (sz. 1954) - Liu Hsziang (i. e. 77–6) - Liu Hszie (465–522) - Liu Hszin (elh. 23) - Liu Hszin-vu (sz. 1942) - Liu Huj (3. század) - Liu Jung (987–1053) - Liu Jü-hszi (772–842) - Liu Kung-csüan (778–865) - Liu O (1857–1909) - Liu Tung (kb. 1593–1636) - Lo Jin (833–909) - Lo Kuan-csung (1330–1400) - Lo Pin-vang (kb. 640–684) - Lu Cse (kb. 1243–1315) - Lu Csi (261–303) - Lu Hszün (1881–1936) - Lu Ju (1125–1210) - Lu Jü (733-804) - Lu Hao-tung (1868–1895) - Lu Kuj-meng (elh. 881) - Lu Tung (790–835) | - Ma Cse-jüan (kb. 1270–1330) - Ma Csien (sz. 1953) - Ma Tuan-lin (1245–1322) - Ma Zsung (79–166) - Mao Tun (1896–1981) - Mej Jao-csen (1002–1060) - Meng-ce (kb. i. e. 372–289) - Meng Hao-zsan (691–740) - Mi Fu (1051–1107) - Mien Mien (sz. 1970) - Mo Timothy (sz. 1950) - Mo-ce (i. e. 5. század) - Mo Hszüan-csing (elh. 834) - Mo Jen (sz. 1955) - Mou Cung-szan (1909–1995) - Mu Si-jing (1912–1940) | - Na-lan Hszing-tö (1655-1685) |

| - Ou-jang Hsziu (1007–1072) - Ou-jang Hszün (557–641) | - Paj Sou-ji (1909–2000) - Paj Zsen-fu (1226–1306) - Pa-ta San-zsen (kb. 1626–1705) - Pan Csao (1. század) - Pan Ku (32–92) - Pan Piao (3–54) - Pej Hszing (8. sz.) - Pej Tao (sz. 1949) - Pi Zsi-hsziu (kb. 834–883) - Pien-csi (7. század) - Po Csü-ji (772–846) - Pu Szung-ling (1640–1715) | - Sa Meng-haj (1900–1992) - Sang Jang (elh. i. e. 338) - Sao Jung (1011–1077) - Sen Cung-ven (1902–1988) - Sen Csou (1427–1509) - Sen Csung-hszien (13. század) - Sen Jüe (441–513) - Sen Pu-haj (elh. i. e. 337) - Sen Tao (kb. i. e. 395–315) - Sen Zsung (sz. 1936) - Si Csö-cun (1905–2003) - Si Ko-fa (1601–1645) - Si Naj-an (kb. 1296 – 1372) - Si Sen (4. század) - Si-tö (9. század) |

| - Sze-kung Su (720-790) - Sze-ma Csen (8. század) - Sze-ma Csien (i. e. 145–90) - Sze-ma Hsziang-zsu (i. e. 179–117) - Sze-ma Kuang (1019–1086) - Szu Csing (1914-1982) - Szu Man-su (1884–1918) - Szu Pu-csing (1902–2003) - Szu Si (1037–1101) - Szu Tong (born 1963) - Szun-ce (i. e. 6. század) - Szun Ce (3. század) - Szun Cse-hung (sz. 1965) - Szun Cse-vej (sz. 1965) - Szun Kuang-jüan (1900–1979) - Szun Kuo-ting (646–691) - Szun Pin (elh. i. e. 316) - Szun Sze-miao (581–682) - Szung Ce (1186–1249) - Szung Jing-hszian (1587–1666) - Szung Jü (i. e. 3. század) | - Taj Csen (1724–1777) - Taj Hszi (1801–1860) - Taj Vang-su (1905–1950) - Tan, Amy (sz. 1952) - Tan Sze-tung (1865–1898) - Tang Csen (1630–1704) - Tang Csün-ji (1909–1978) - Tang Hszien-cu (1550–1616) - Tao Jüan-ming (365–427) - Ti An (sz. 1983) - Tie Ning (sz. 1957) - Tien Han (1898–1968 - Ting Ling (1904–1986) - Tu Csung-su (i. e. 179–104) - Tu Fu (712–770) - Tu Huan (8. század) - Tu Ju (735–812) - Tu Kuang-ting (850–933) - Tu Lung (1542–1605) - Tu Mu (803–852) - Tu Sen-jen (kb. 646-708) - Tuan Cseng-si (elh. 863) - Tung Csi-csang (1555–1636) | - Vang An-si (1021–1086) - Vang An-ji (born 1954) - Vang Can (177-217) - Vang Csang-ling (698–765) - Vang Csung (27–97) - Vang Csung-jang (1113–1170) - Vang Csen (14. század) - Vang Csen (1867–1938) - Vang Fan-cse (7. század) - Vang Fu-cse (1619–1692) - Vang Hao (1921–1995) - Vang Hszi-cse (303–361) - Vang Hszien-cse (344–386) - Vang Jang-ming (1472–1529) - Vang Jen-sou (2. század) - Vang Ji (kb. 89–158) - Vang Kuo-vej (1877–1927) - Vang Li-hsziung (sz. 1953) - Vang Pi (226–249) - Vang Po (c. 649–676) - Vang Si-csen (1634-1711) - Vang Si-fu (14. század) - Vang Si-jen (sz. 1949) - Vang Suo (sz. 1958) - Vang Vej (701–761) - Vang Zso-suj (1926–2002) - Vej Cseng (580–643) - Vej Csuang (836–910) - Vej Hua-cun (252–334) - Vej Jüan (1794–1856) - Vej Po-jang (2. század) - Vej Sou (506–572) - Vej Suo (272–349) - Ven Csen-heng (1585–1645) - Ven Cseng-ming (1470–1559) - Ven Ji-to (1899–1946) - Ven Tien-hsziang (1236–1283) - Vu Cseng-en (kb. 1500 – 1582) - Vu Csi (elh. i. e. 381) - Vu Csia-csi (1618–1684) - Vu Csing-ce (1701–1754) - Vu-csun Si-fan (1178–1249) - Vu Ven-csün (sz. 1919) - Woo Tsin-hang (1865–1953) |

| - Zsu Cse-csüan (1925–1998) |

## Fordítás
- Ez a szócikk részben vagy egészben  a   List of Chinese writers című angol Wikipédia-szócikk ezen változatának fordításán alapul.  Az eredeti cikk szerkesztőit annak laptörténete sorolja fel. Ez a jelzés csupán a megfogalmazás eredetét és a szerzői jogokat jelzi, nem szolgál a cikkben szereplő információk forrásmegjelöléseként.